# Leila Tong
Leila Tong también conocida como Leila Kong (5 de diciembre de 1981) es una actriz y cantante hongkonesa. Desciende de una familia indonesia y cantonesa. Su nombre de nacimiento fue utilizado en sus obras durante su etapa de la infancia y adolescencia.

## Carrera
A la edad de 8 años, Tong hizo su primera aparición en el mundo cinematográfico, en una comedia de acción dirigida por el director John Woo, en la película titulada Once A Thief. En esa obra, fue nominada a varias categorías en los "11th Annual Hong Kong Film Awards". Desde entonces, la red televisiva de TVB, reclutó a Tong como unas de las estrellas infantiles, y ella participó como actriz en dramas tales como The Greed of Man y State of Divinity.
Como adulta, se tomó un descanso por tres años desde el círculo del entretenimiento, para asistir a una universidad de diseño. Tong disminuyó su oferta en la red TVB.
Sus obras más populares anteriores a 2004, incluyen Aqua Heroes y Square Pegs, que también fue protagonizado por Roger Kwok y Jessica Hsuen.
En 2004, fue invitada para participar en una película de la red CCTV titulada "Liao Zhai", junto a otras estrellas reconocidas de China continental. Esa película tuvo mucho éxito, y Tong nuevamente participó en la película bajo el mismo nombre, esta vez titulada Liao Zhai II. 

## Filmografía

### Televisión
| Año  | Título                       | Personaje                    | Canal    | Notas |
| ---- | ---------------------------- | ---------------------------- | -------- | --- |
| 1990 | Return to the Truth          | Man Man                      |          | |
| 1992 | The Greed of Man             | Fong Fong                    | TVB Jade | |
| 1993 | Racing Peak                  | Chung Oi Ling                | TVB Jade | |
| 1994 | Instinct                     |                              | TVB Jade | |
| 1995 | When a Man Loves a Woman     | Apple                        | TVB Jade | |
| 1996 | State of Divinity            | Cook Fei Yin                 | TVB Jade | |
| 2002 | Legal Entanglement           | Sales in the Candy Shop      | TVB Jade | |
| 2002 | A Case of Misadventure       | Siu Tuo                      | TVB Jade | |
| 2002 | Let's Face It                | Ko Ka Lei                    | TVB Jade | |
| 2002 | Burning Flame II             | Chan Siu Lan                 | TVB Jade | |
| 2002 | Golden Faith                 |                              | TVB Jade | |
| 2002 | Take My Word For It          | Yip Ho Oi                    | TVB Jade | |
| 2002 | Square Pegs                  | Ling Choi Deep               | TVB Jade | |
| 2003 | Find the Light               | Siu Sun Ji                   | TVB Jade | |
| 2003 | Aqua Heroes                  | Yau Wing                     | TVB Jade | |
| 2003 | Vigilante Force              | Luk Lai Kun                  | TVB Jade | |
| 2003 | In the Realm of Fancy        | Zi Ye                        | TVB Jade | |
| 2004 | Twin of Brothers             | Si Fei Huen                  | TVB Jade | |
| 2004 | The Last Breakthrough        | Ha Hiu Ching                 | TVB Jade | Nominated - Most Improved Female Artiste (Top 5)                                                                                                 |
| 2004 | The ICAC Investigations 2004 | Mary                         | TVB Jade | |
| 2005 | Liao Zhai                    | Xiao Xie                     |          | |
| 2005 | Life Made Simple             | On Kei                       | TVB Jade | |
| 2006 | Bar Bender                   | Tseung Si Ting               | TVB Jade | Nominated - Most Improved Female Artiste (Top 5)                                                                                                 |
| 2006 | Good Against Evil            | Lau Fei Fung                 |          | |
| 2007 | The Family Link              | Sue Siu Man                  | TVB Jade | Nominated - Best Supporting Actress (Top 5) Nominated - My Favourite Female Character (Top 24) Nominated - Most Improved Female Artiste (Top 10) |
| 2007 | Ten Brothers                 | Hung Siu Lan                 | TVB Jade | Nominated - Most Improved Female Artiste (Top 10)                                                                                                |
| 2007 | The Legend of Love           | Po Hei Yi                    | TVB Jade | |
| 2007 | War and Destiny              | Cheng Yuet Fung              | TVB Jade | Nominated - Most Improved Female Artiste (Top 10)                                                                                                |
| 2007 | Phoenix Rising               | So Fei/Yeung Choi-Lam        | TVB Jade | (warehoused) |
| 2007 | The Last Princess            | Li Kai Xin (Lee Hoi Sum)     |          | |
| 2009 | The Greatness of a Hero      | Shangguan Wan'er             | TVB Jade | (warehoused) |
| 2009 | Man in Charge                | Chong Siu Han                | TVB Jade | |
| 2009 | Room For Rent                | Doris                        | RTHK     | |
| 2010 | A Pillow Case of Mystery II  | Luk Siu Dip                  | TVB Jade | |
| 2010 | Rooms to Let 2010            | Doris                        | RTHK     | |
| 2011 | Love and Again               | Lau Fuo Mei                  | TVB Jade | |
| 2011 | ICAC Investigators 2011      | Man Ka-kei                   | RTHK     | |
| 2014 | The Borderline               | Ding Siu-hoi                 | HKTV     | |
| 2015 | Sexpedia                     | herself                      | HKTV     | episode 8 |
| 2015 | Karma                        | Michelle Fong                | HKTV     | |
| 2015 | Beyond the Rainbow           | Kwok ching-man / Kelly Yeung | HKTV     | |

## Películas
| Año  | Título                                   | Personaje                           | Notas |
| ---- | ---------------------------------------- | ----------------------------------- | ----- |
| 1991 | Once a Thief 縱橫四海                    | young Red Bean                      |       |
| 1993 | City Hunter 城市獵人                     | Kaori (child)                       |       |
| 1993 | The Bride with White Hair 白髮魔女傳     | young Zhuo Yihang                   |       |
| 1995 | The Meaning of Life                      |                                     |       |
| 1996 | Those Were the Days 4個32A和一個香蕉少年 | young Minnie Liu                    |       |
| 1997 | Lawyer Lawyer                            | Gat's maid                          |       |
| 1999 | Beach Girl                               |                                     |       |
| 1999 | The Boss Up There 生命楂Fit人            | Kitty (Fong's deceased girl friend) |       |
| 2000 | An Eye for an Eye                        | Fan Yuk Shan                        |       |
| 2000 | 990714.com                               | Nun                                 |       |
| 2001 | Chinese Heroes                           | Sakura                              |       |
| 2001 | Ultimate Intelligence                    | Alice                               |       |
| 2002 | Love is a Butterfly                      | Prince Wah'sgirlfriend              |       |
| 2002 | The Untold Story- Suddenly Vanished      | Helen Chan                          |       |
| 2003 | Tragic Room                              | Lok Yau Nam                         |       |
| 2003 | The Trouble-Makers                       |                                     |       |
| 2004 | Cop Unbowed 誓不低頭                     | Siu Dip (Butterfly)                 |       |
| 2005 | Summer Breeze                            |                                     |       |
| 2006 | Marriage With a Fool 獨家試愛            | Sai-Mun                             |       |
| 2007 | House of the Invisibles                  | Gigi                                |       |
| 2007 | Dead Air 鬼计                            | Tincy/Fu Wing Sze                   |       |
| 2008 | L For Love♥ L For Lies 我的最愛          | Man                                 |       |
| 2009 | A Very Short Life 短暫的生命             | Becky Lee                           |       |
| 2011 | Big Blue Lake                            | Cheung Lai-yee                      |       |

## Discografía
| Año  | Álbum                                                         | Pistas                                                                                                 |
| ---- | ------------------------------------------------------------- | --- |
| 2007 | Singing with the Moon 《邀月唱》 Release Date: December, 2007 | 1.邀月唱 2.1234567 3.愛情物語 4.愛若是個圓 5.不走尋常路 6.那麼重要 7.傷心代碼 8.遠方的人 9.說聲GOODBYE |